# Linie následnictví německého trůnu

Velký znak německého císaře.

Následnictví německých trůnů užívá různé systémy pro určení následníka trůnu. Většina německých států však používala salické či polosalické právo. 
Následnictví samotného trůnu německého císařství bylo pevně svázáno s pruským trůnem. Císařem byl vždy pruský král, podle pruského následnického řádu.

## Následnictví císařského trůnu
Funkce německého císaře (resp. prezidenta spolku s titulem německého císaře) byla dle spolkové ústavy pevně spojena s úřadem pruského krále. Tím pádem zde nebylo žádného vlastního následnického řádu pro císařský trůn, stejně jako neexistovali přímo němečtí císařští princové ani císařská rodina. Jediné osoby s císařskými tituly byli císař, císařovna, korunní princ a korunní princezna. Nejednalo se tedy o personální unii, jak se na první pohled může zdát. Pruští princové v pořadí následnictví:
- Vilém I. (1797–1888)
  -  Fridrich III. (1831–1888)
    -  Vilém II. (1859–1941)
      - korunní princ Vilém (1882–1951)
        -  Ludvík Ferdinand (1907–1994)
          - Ludvík Ferdinand (1944–1977)
            -  Jiří Fridrich Pruský (*1976), pretendent trůnu
              - (1) Karel Fridrich (*2013)
              - (2) Ludvík Ferdinand (*2013)
              - (3) Jindřich (*2016)

          - (4) Kristián-Zikmund (*1946)
            - (5) Kristián Ludvík (*1986)

      - Oskar (1888–1958)
        - Vilém-Karel (1922–2007)
          - (6) Vilém-Karel (*1955).
          - (7) Oskar (*1959)
            - (8) Oskar (*1993)
            - (9) Albert (*1998)

      - Jáchym (1890–1920)
        - Karel František (1916–1975)
          - (10) František Vilém (*1943)
            - (11) Jiří Michailovič (*1981)

## Následnictví trůnu německých monarchií

### Anhaltsko

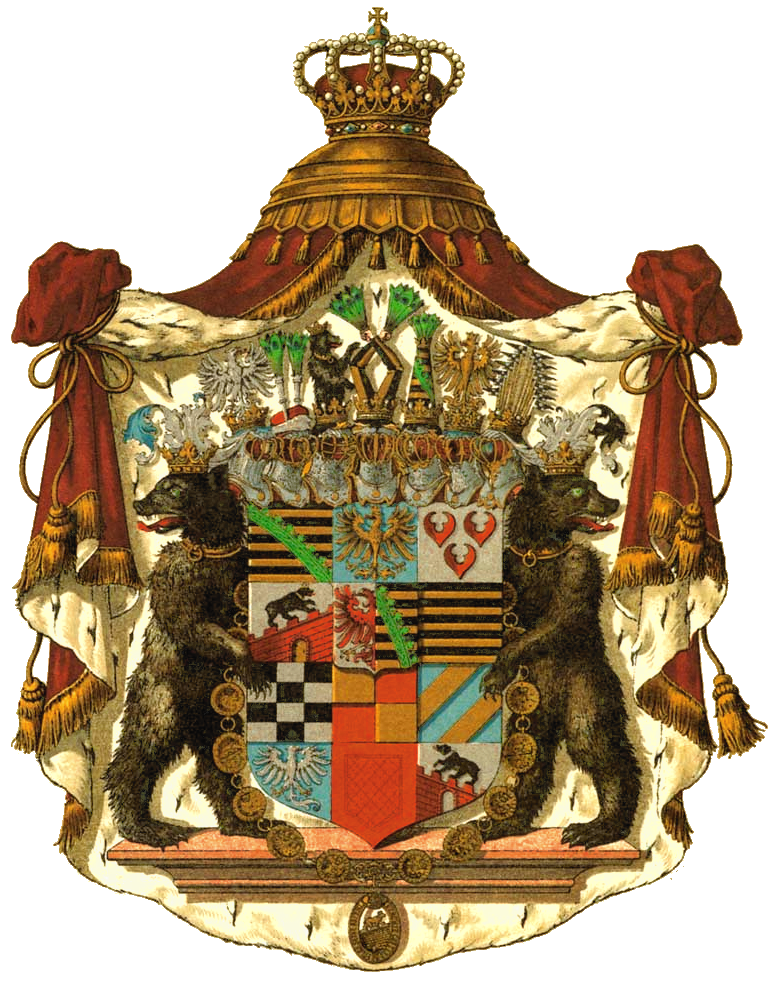
Znak anhaltského vévodství.

Anhaltské vévodství mělo stejně jako všechny německé monarchie následnický řád založený na salickém resp. polosalickém právu. Následníkem trůnu byl pouze legitimní příslušník rodu v mužské linii dle pravidel primogenitury. Současná hlava rodu a jediný mužský příslušník Eduard (syn posledního vládnoucího vévody Jáchyma Arnošta), který má pouze dcery změnil z pozice hlavy rodu a jediného zbylého mužského člena rodu následnické právo na absolutní primogenituru.
- Jv vévoda Fridrich I. (1831–1904)
  -  Jv vévoda Fridrich II. (1856–1918)
  -  Jv vévoda Eduard I. (1861–1918)
    -  Jv vévoda Jáchym Arnošt (1901–1947)
      - Jv vévoda Fridrich III. (1938-1963)
      -  Jv vévoda Eduard II. (*1941), hlava rodu
        - (1) Jv princezna Julie Kateřina (*1980)
          -  (2) Jv princ Julius Maxim (*2010)

        - (3) Jv princezna Julie Eilika (*1985)
        -  (4) Jv princezna Julie Felicitas (*1993)

    - Jv princ Evžen (1903–1980)
      - (5) Jv princezna Anastázie (*1940)

### Bádensko

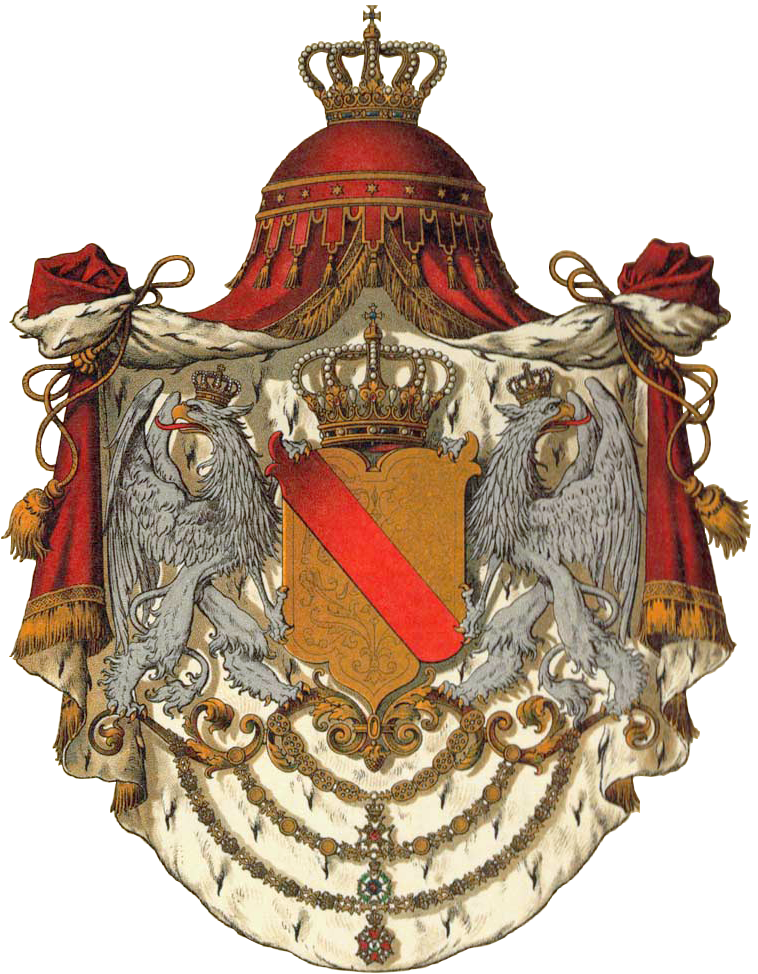
Znak velkovévodství bádenského.

- Jkv velkovévoda Karel Fridrich (1728–1811)
  - Jkv princ Karel Ludvík (1755–1801)
    -  Jkv velkovévoda Karel I. (1786–1818)

  -  Jkv velkovévoda Ludvík I. (1763–1830)
  -  Jkv velkovévoda Leopold I. (1790–1852)
    -  Jkv velkovévoda Ludvík II. (1824–1858)
    -  Jkv velkovévoda Fridrich I. (1826–1907)
      -  Jkv velkovévoda Fridrich II. (1857–1928)

    - Jvvv princ Vilém  (1829–1897)
      - Jkv princ Maxmilián (1867–1929)
        - Jkv princ Berthold (1906–1963)
          -  Jkv princ Maxmilián (1933–2022)
            - Jkv princ Bernhard (*1970), hlava rodu
              - (1) Jvvv princ Leopold (*2002)
              - (2) Jvvv princ Fridrich (*2004)
              - (3) Jvvv princ Karel Vilém (*2006)

            - (4) Jvvv princ Leopold  (*1971)
            - (5) Jvvv princ Michael (*1976)

          - (6) Jvvv princ Ludvík (*1937)
            - (7) Jvvv princ Berthold (*1976)

### Bavorsko

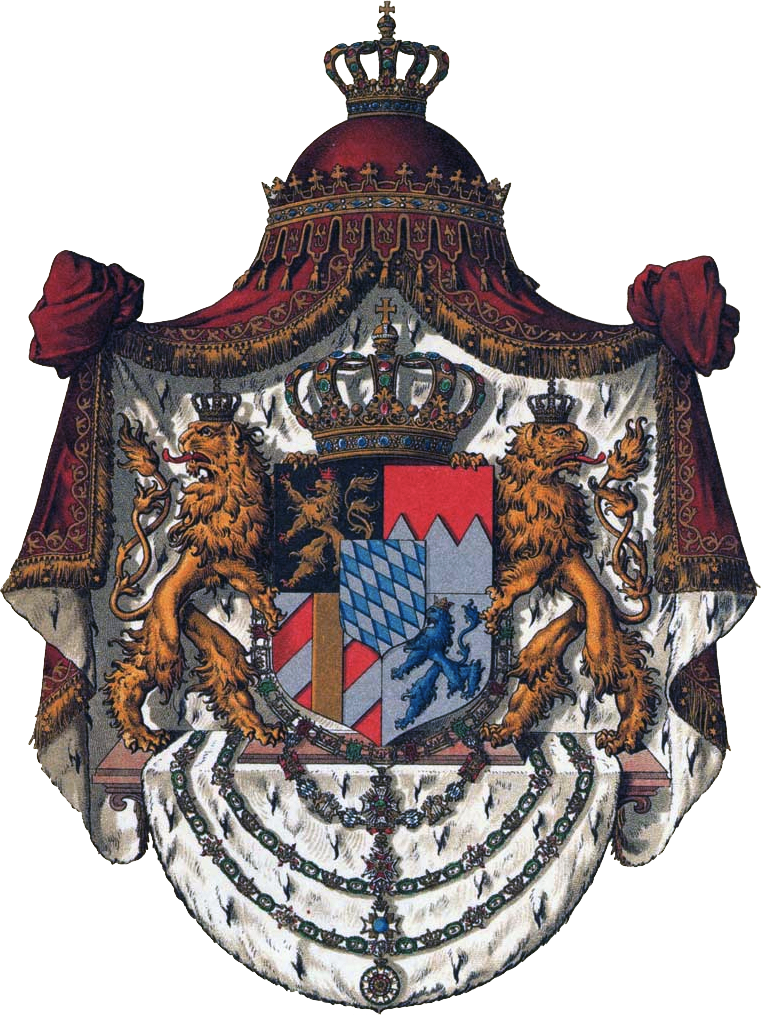
Velký znak království bavorského.

- Maxmilián I. Josef (1756–1825)
  -  Ludvík I. (1786-1868)
    -  Maxmilián II. (1811–1864)
      -  Ludvík II. (1845–1886)
      -  Ota I. (1848–1916)

    - Luitpold (1821–1912)
      -  Ludvík III. (1845–1921)
        - Ruprecht Bavorský (1869–1955)
          -  Albrecht Bavorský (1905–1996)
            - JKV František, vévoda bavorský (*1933)
            - (1) JKV Max-Emanuel (*1937) 

        -  František (1875–1957)
          - Ludvík (1913–2008)
            - (2) Luitpold (*1951)
              - (3) Ludvík (*1982)
              - (4) Heinrich (*1986)
                - (5) Maxmilián (*2021)

              - (6) Karl (*1987)

          -  Rasso (1926–2011)
            - (7) Wolfgang (*1960)
              - (8) Tassilo (*1992)
              - (9) Richard (*1993)
              - (10) Filip (*1996)

            -  (11) Kryštof (*1962)
              - (12) Corbinian (*1996)
              - (13) Stanislav (*1997)
              - (14) Marcel (*1998)

    - Adalbert Vilém (1828–1875)
      - Ludvík Ferdinand (1859–1949)
        - Adalbert (1886–1970)
          - Konstantin (1920–1969)
            - (15) Leopold (*1943)
              - (16) Manuel (*1972)
                - (17) Leopold (*2007)
                - (18) Gabriel (*2014)
                - (19) Josef (*2020)

              - (20) Konstantin (*1989)
                - (21) Alexej (*2021)
                - (22) Mikuláš (*2023)

            - (23) Adalbert (*1944)
              - (24) Hubertus (*1989)

### Hannoversko a Brunšvicko

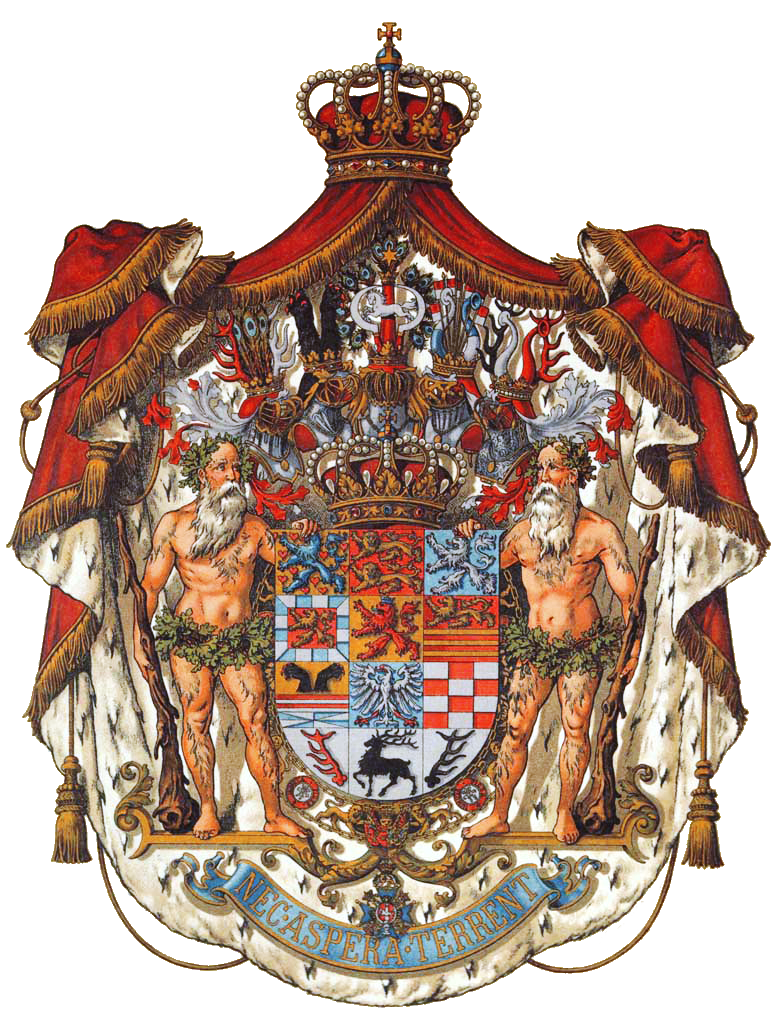
Velký znak vévodství brunšvického.

- JV král Jiří III. (1738–1820)
  -  JV král Jiří IV. (1762–1830)
  -  JV král Vilém IV. (1765–1837)
  -  JV král Arnošt August I. (1771–1851)
    -  JV král Jiří V. (1819–1878 )
      - Jkv Arnošt August (1845–1923)
        -  Jkv Arnošt August (1887–1953), vévoda brúnšvický
          - Jkv Arnošt August (1914–1987)
            - Jkv Arnošt August (*1954), pretendent trůnu
              - (1) Jkv Arnošt August (*1983)
              - (2) Jkv Kristián (*1985)

            - Jkv Ludvík Rudolf (1955–1988)
              - (3) Jkv Otto Jindřich (*1988)

            - (4) Jkv Jindřich Julius (*1961) 
              - (5) Jkv Albert (*1999)
              - (6) Jkv Julius (*2006)

          - Jkv Jiří Vilém (1915–2006)
            - (7) Jkv Jiří (*1949)

### Hesensko

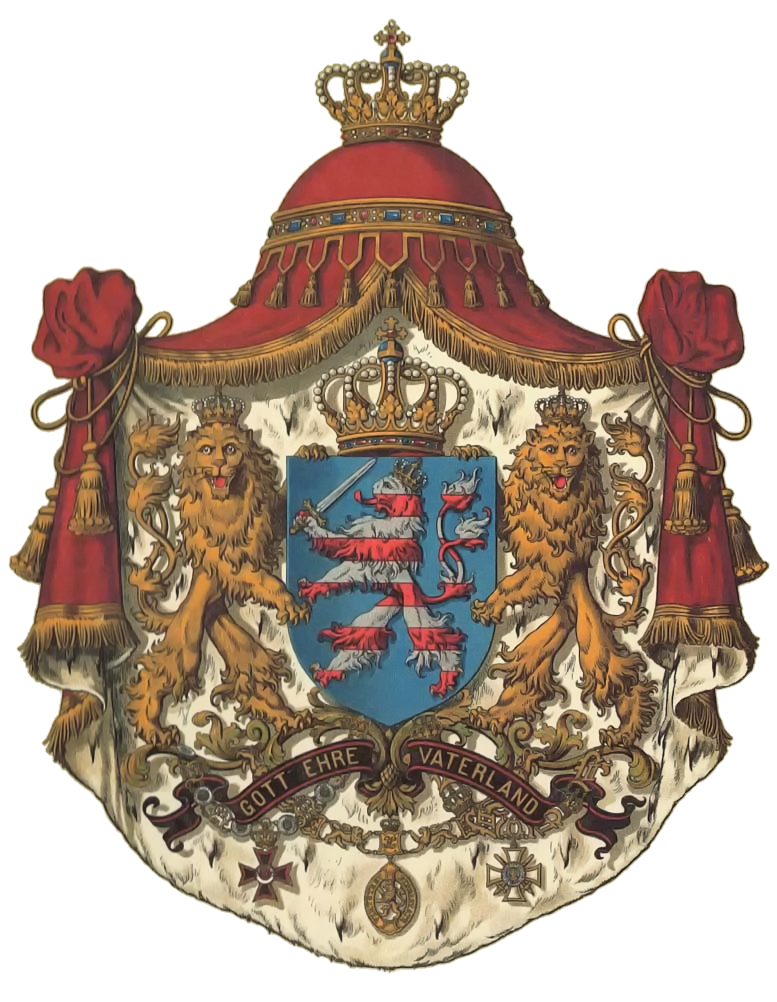
Velký znak velkovévodství hesenského.

- Filip I. Hesenský (1504–1567)
  -  Vilém IV. Hesensko-Kasselský (1532–1592)
    -  Mořic Hesensko-Kasselský (1572–1632)
      -  Vilém V. Hesensko-Kasselský (1602–1637)
        -  Vilém VI. Hesensko-Kasselský (1629–1663)
          -  Vilém VII. Hesensko-Kasselský (1651–1670)
          -  Karel I. Hesensko-Kasselský (1654–1730)
            -  Fridrich I. Hesensko-Kasselský (1676–1751), také jako Frederik I. spolu-král Švédska
            -  Vilém VIII. Hesensko-Kasselský (1682–1760)
              -  Fridrich II. Hesensko-Kasselský (1720–1785)
                -  Vilém IX./I. Hesensko-Kasselský (1743–1821), první kurfiřt
                  -  Vilém II. Hesensko-Kasselský (1777–1847), druhý kurfiřt
                    -  Fridrich Vilém Hesensko-Kasselský (1802–1875), třetí a poslední kurfiřt

                -  Fridrich Hesensko-Kasselský (1747–1837)
                  -  Vilém Hesensko-Kasselský (1787–1867)
                    -  Fridrich Vilém Hesensko-Kasselský (1820–1884)
                      - Fridrich Karel Hesenský (1868–1940), zvolený král Finska
                        - Filip Hesenský (1896–1980)
                          -  Moritz Hesenský (1926–2013)
                            - JKV Donatus Hesenský (*1966), hlava rodu hesenských
                              - (1) Moritz Hesenský (*2007)
                              - (2) August Hesenský (*2012)

                            - (3) Filip Hesenský (*1970)
                              - (4) Tito Hesenský (*2008)

                        - Kryštof Hesenský  (1901–1943)
                          - Karel Adolf Hesenský (1937–2022)
                            - (5) Kryštof Hesenský (*1969)

                          - (6) Rainer Hesenský (*1939)

  -  Jiří I. Hesensko-Darmstadtský (1547–1596)

### Hohenzollernsko

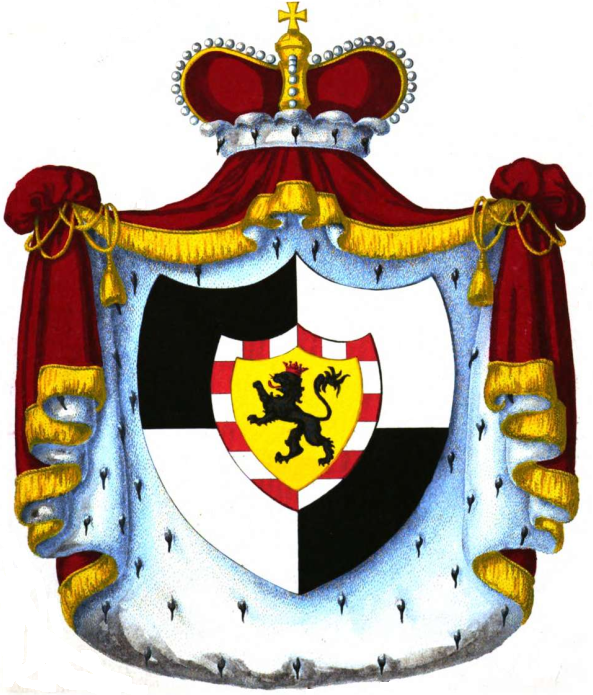
Znak knížectví Hohenzollern-Sigmaringen.

- kníže Karel Antonín Hohenzollernský (1811–1885)
  - Leopold Hohenzollernský (1835–1905)
    -  Vilém Hohenzollernský (1864–1927)
      - Fridrich Hohenzollernský (1891–1965)
        - Fridrich Vilém Hohenzollernský (1924–2010)
          - Karel Fridrich, kníže Hohenzollernský (*1952)
            - (1) Alexander Hohenzollernský (*1987)

          - (2) Princ Albrecht Hohenzollernský (*1954)
          - (3) Princ Ferdinand Hohenzollernský (*1960)
            - (4) Prince Aloys Hohenzollernský (b. 1999)
            - (5) Prince Fidelis Hohenzollernský (*2001)

        - Princ Johann Georg Hohenzollernský (1932–2016)
          - (6) Princ Carl Christian Hohenzollernský  (*1962)
            - (7) Princ Nicolas Hohenzollernský (*1999)

          - (8) Princ Hubertus Hohenzollernský (*1966)

      -  Princ Franz Joseph Hohenzollernský (1891–1964)
        -  Princ Emanuel Hohenzollernský (1929–1999)
          - (9) Princ Carl Alexander Hohenzollernský (*1970)

### Lippe

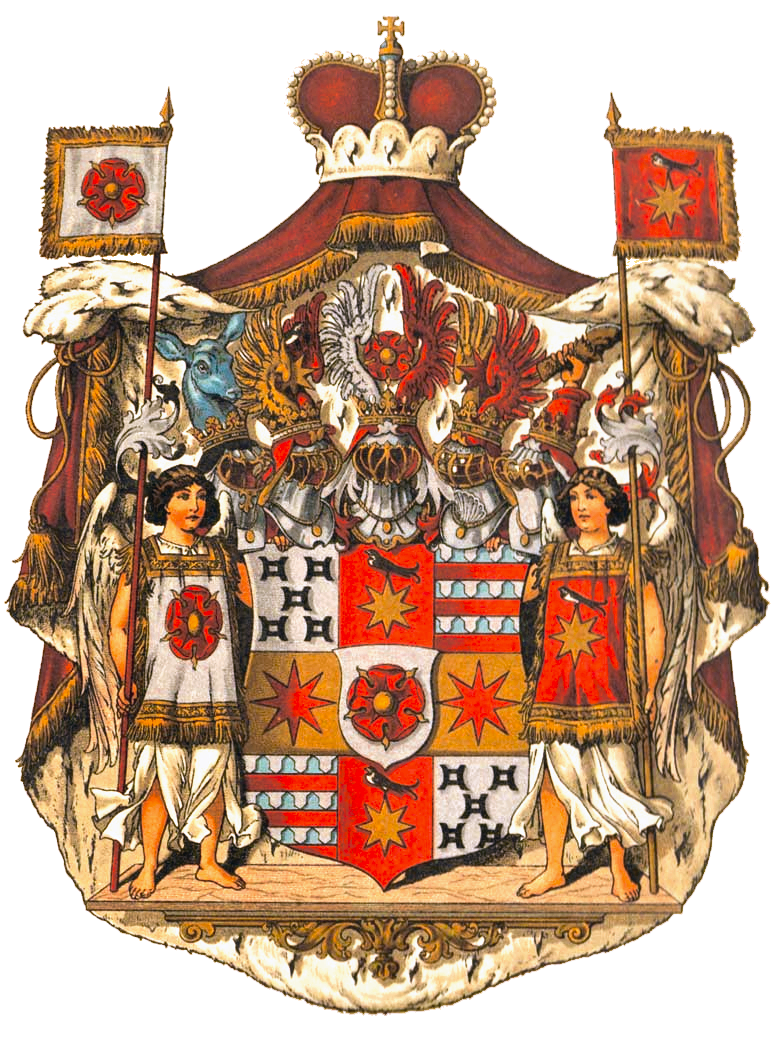
Znak knížectví Lippe.

- Arnošt II. z Lippe-Biesterfeldu (1842–1904)
  -  kníže Leopold IV. (1871–1949)
    - kníže Armin (1924–2015)
      - kníže Štěpán (*1959), hlava rodu a pretendent trůnu
        - (1) dědičný princ Bernard (*1995)
        - (2) princ Jindřich  (*1997)
        - (3) princ Benjamín (*1999)

    - dědičný princ Arnošt (1902–1987)
      -  princ Arnošt Leopold (*1940)

    - princ Chlodvík (1909–2000)
      - (4) princ Winfríd-Chlodvík (*1941)

  - princ Julius Arnošt (1873–1952)
    - princ Arnošt August (1917–1990)
      - Fridrich Vilém (*1947), nárokovatel postu hlavy rodu, narozen mimo manželství
      - (5) princ Arnošt August of Lippe (*1952)
- princ Rudolf (1856-1931)
  - princ Fridrich Vilém (1890-1938)
    -  princ Rudolf (1937-2019)
      - (6) princ Jan Fridrich (*1982)

### Meklenbursko

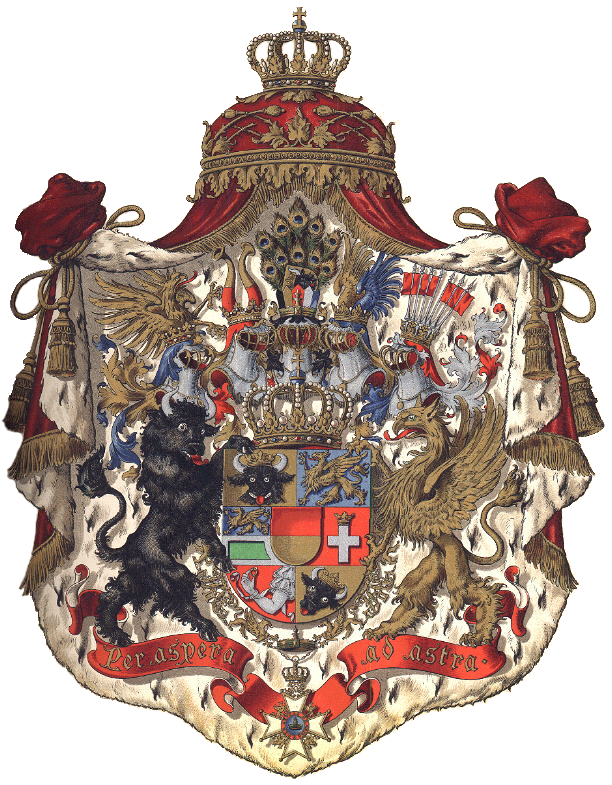
Znak velkovévodství meklenburského.

- Jv vévoda Adolf Fridrich I. (1588–1658)
  -  Jv vévoda Kristián Ludvík I. (1623–1692)
  - Jv vévoda Fridrich (1638–1688), zakladatel zvěřínské linie
    -  Jv vévoda Fridrich Vilém I. (1675-1713)
    -  Jv vévoda Karel Leopold (1678-1747)
    -  Jv vévoda Kristián Ludvík II. (1683–1756)
      -  Jv vévoda Fridrich (1717-1785)
      - Jv vévoda Ludvík (1725–1778)
        -  Jkv velkovévoda Fridrich František I. (1756–1837)
          - Jkv dědičný velkovévoda Fridrich Ludvík (1778–1819)
            -  Jkv velkovévoda Pavel Fridrich (1800–1842)
              -  Jkv velkovévoda Fridrich František II. (1823–1883)
                -  Jkv velkovévoda Fridrich František III. (1852–1897)
                  -  Jkv velkovévoda Fridrich František IV. (1882–1945)
                    - Jkv dědičný velkovévoda Fridrich František (V.) (1910–2001)

                  - Jv vévodkyně Cecílie (1886–1954)
                    -  Ludvík Ferdinand (1907–1994)
                      - Ludvík Ferdinand (1944–1977)
                        -  (4) Jiří Fridrich Pruský (*1976), pretendent pruského trůnu
                          - (5) Karel Fridrich (*2013)
                          - (6) Ludvík Ferdinand (*2013)
                          - (7) Jindřich  (*2016)

  -  Jv vévoda Adolf Fridrich II. (1658–1708), zakladatel střelické linie
    -  Jv vévoda Adolf Fridrich III. (1686–1752)
    - Jv vévoda Karel (1708–1752)
      -  Jv vévoda Adolf Fridrich IV. (1738–1794)
      -  Jkv velkovévoda Karel II.  (1741–1816)
        -  Jkv velkovévoda Jiří (1779–1860)
          -  Jkv velkovévoda Fridrich Vilém II. (1819–1904)
            -  Jkv velkovévoda Adolf Fridrich V. (1848–1914)
              -  Jkv velkovévoda Adolf Fridrich VI. (1882-1918)

          - Jv vévoda Jiří August (1824–1876)
            - Jv vévoda Jiří Alexandr (1859–1909)
              - Jv vévoda Jiří (1899–1963) hlava rodu
                - Jv vévoda Jiří Alexandr (1921–1996) hlava rodu
                  - Jv vévoda Borwin (*1956), současná hlava rodu
                    - (1) Jv vévoda Alexandr (*1991)
                      - (2) Jv vévoda Leopold (*2023)

                    - (3) Jv vévoda Michael (*1994)

                -  Jv vévoda Carl Gregor (1933-2018)

            - Jv vévoda Karel Michael (1863–1934), dědic v roce 1918 a hlava rodu

        - Luisa, pruská královna (1776–1810)
          - Vilém I. Pruský (1797–1888)
            -  Fridrich III. Pruský (1831–1888)
              -  Vilém II. Pruský (1859–1941)
                - korunní princ Vilém (1882–1951)
                  -  Ludvík Ferdinand (1907–1994)
                    - Ludvík Ferdinand (1944–1977)
                      -  (4) Jiří Fridrich Pruský (*1976), pretendent pruského trůnu
                        - (5) Karel Fridrich (*2013)
                        - (6) Ludvík Ferdinand (*2013)
                        - (7) Jindřich  (*2016)

### Nasavsko

Střední znak vévodů nasavských.

- Jv vévoda Vilém Nasavský (1792–1839)
  -  Jkv vévoda Adolf (1817–1905), lucemburský velkovévoda
    - Jkv Vilém IV. Lucemburský (1852–1912), lucemburský velkovévoda
      - Jkv Šarlota Lucemburská (1896–1985), lucemburská velkovévodkyně
        - Jkv Jean Lucemburský (1921-2019), lucemburský velkovévoda
          - Jkv Henri I. Lucemburský (*1955), lucemburský velkovévoda
          - Jkv Guillaume Lucemburský (*1963)

      - Jkv Antonie Lucemburská  (1899–1954)
      - Jkv Alžběta Lucemburská (1901–1950)
      - Jkv Sofie Lucemburská  (1902–1941)

  - Mikuláš Vilém Nasavský (1832–1905)

### Oldenbursko

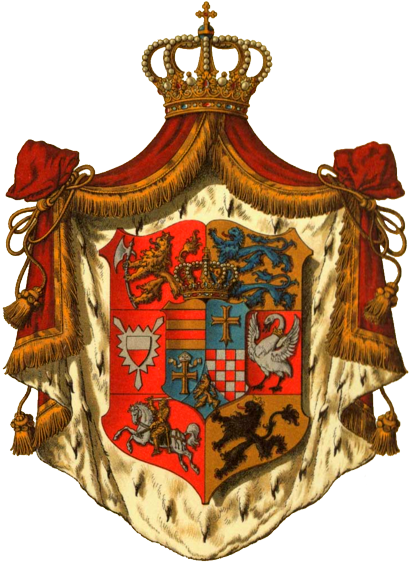
Znak velkovévodství oldeburského.

- hrabě Dětřich Oldenburský (1390–1440) ∞ Hedvika ze Schauenburgu
  -  Kristián VII. a I. (1426–1481), dánský, norský a švédský král, hrabě oldenburský, vévoda šlesvický a holštýnský
    - Frederik I. Dánský (1471–1533), dánský a norský král
      - Adolf (1526–1586), vévoda Schleswig-Holstein-Gottorp, zakladatel dynastie Holstein-Gottorp
        - Jan Adolf (1575–1616), vévoda Schleswig-Holstein-Gottorp
          -  Fridrich III. (1597–1659), vévoda Schleswig-Holstein-Gottorp
            - Kristián Albrecht (1641–1695), vévoda Schleswig-Holstein-Gottorp ∞ Amálie Dánská
              - Kristián August Holštýnsko-Gottorpský (1673–1726)
                - Adolf I. Fridrich (1710–1771), král švédský (mužská linie vymřela r. 1877)
                -  vévoda Fridrich August I. (1711–1785)
                  -  vévoda Vilém I. (1754–1823)

                - Jiří Ludvík Holštýnsko-Gottorpský (1719–1763)
                  -  vévoda Petr I. (1755–1829)
                    -  velkovévoda August I. (1783–1853)
                      -  velkovévoda Petr II. (1827–1900)
                        -  velkovévoda Fridrich August II. (1852–1931)
                          - dědičný velkovévoda Mikuláš (1897–1970)
                            - vévoda Anton-Günther (1923–2014)
                              - vévoda Kristián (*1955), pretendent trůnu
                                - (1) vévoda Alexandr (*1990)
                                - (2) vévoda Filip (*1991)
                                - (3) vévoda Antonín (*1993)

                              - vévoda Petr (1926–2016)
                                - vévoda Fridrich August (1952-2018)
                                - (4) vévoda Mikuláš (*1955)
                                  - (5) vévoda Kryštof (*1985)
                                  - (6) vévoda Jiří (*1990)
                                  - (7) vévoda Oskar (*1991)

                                - vévoda Jiří Mořic (1957-2011)

                              - vévoda Fridrich August (1936–2017)
                                - (8) vévoda Pavel Vladimír (*1969)
                                  - (9) vévoda Kirill (*2002)
                                  - (10) vévoda Carlos (*2004)
                                  - (11) vévoda Pavel (*2005)
                                  - (12) vévoda Ludvík (*2012)

                              - (13) vévoda Huno (*1940)
                              - (14) vévoda Johann (*1940)
                                - (15) vévoda Konstantin Mikuláš (*1971)

              -  Fridrich IV. Holštýnsko-Gottorpský (1671–1702), vévoda Schleswig-Holstein-Gottorp
                - Karel Fridrich Holštýnsko-Gottorpský (1700–1739), vévoda Schleswig-Holstein-Gottorp
                  -  Petr III. (1728–1762), car ruský
                    -  Pavel I. Petrovič (1754–1801), car ruský

      -  Kristián III. Dánský (1503–1559), dánský a norský král
        - Frederik II. Dánský (1534–1588), dánský a norský král
          - Kristián IV. Dánský (1577–1648), dánský a norský král, jeho mužská linie vymřela r. 1863

        - Jan II. (1545–1622), vévoda Schleswig-Holstein-Sonderburský
          - Alexandr (1573–1627), vévoda Schleswig-Holstein-Sonderburský
            - August Filip (1612–1672), vévoda Schleswig-Holstein-Sonderburg-Beck
              - Frederik Ludvík (1653–1728), vévoda Schleswig-Holstein-Sonderburg-Beck
                - Petr August (1697–1775), vévoda Schleswig-Holstein-Sonderburg-Beck
                  - Karel Antonín (1727–1759), vévoda Schleswig-Holstein-Sonderburg-Beck
                    - Fridrich Karel Ludvík (1757–1816), vévoda Schleswig-Holstein-Sonderburg-Beck
                      - Fridrich Vilém (1785–1831), vévoda Schleswig-Holstein-Sonderburg-Glücksburg
                        - Fridrich (1814–1885), vévoda Schleswig-Holstein-Sonderburg-Glücksburg
                          - Fridrich Ferdinand (1855–1934), vévoda Šlesvicko-Holštýnský
                            - Vilém Fridrich (1891–1965), vévoda Šlesvicko-Holštýnský
                              - Petr (1922–1980), vévoda Šlesvicko-Holštýnský
                                - (18) Kryštof (*1949), vévoda Šlesvicko-Holštýnský, hlava rodu Oldenburků
                                  - (19) princ Fridrich Ferdinand Šlesvicko-Holštýnský (*1985)
                                  - (20) princ Konstantin Šlesvicko-Holštýnský (*1986)
                                  -  (21) princ Leopold Šlesvicko-Holštýnský (*1991)

                                -  (22) Alexander Šlesvicko-Holštýnský (*1953)
                                  -  (23) princ Julian Šlesvicko-Holštýnský (*1997)

                        - Kristián IX. (1818–1906), dánský král

Další v pořadí následnictví by po vymření výše uvedených členů velkovévodské rodiny připadali primogeniturní příslušníci oldenburské dynastie a to hlava Glückburské větve a  jeho následníci (potomci glücksburského vévody Fridricha, staršího bratra dánského krále Kristiána IX.). Následnictví ostatních příslušníků holštýnsko-gottorpské větve Oldenburského rodu, (kam patří i Oldenburská velkovévodská rodina) tj. především potomků ruského cara Pavla v mužské linii je od roku 1903 nejasné, jelikož se car Mikuláš II. formálně vzdal následnického práva svého a celé carské větve rodu ve prospěch zmíněné Glücksburské větve rodu, i přes to že se mohl vzdát pouze svého vlastního místa v následnictví oldenburského trůnu. Ve stejném duchu bylo následnictví trůnu ošetřeno článkem 18 oldenburské ústavy.

### Prusko

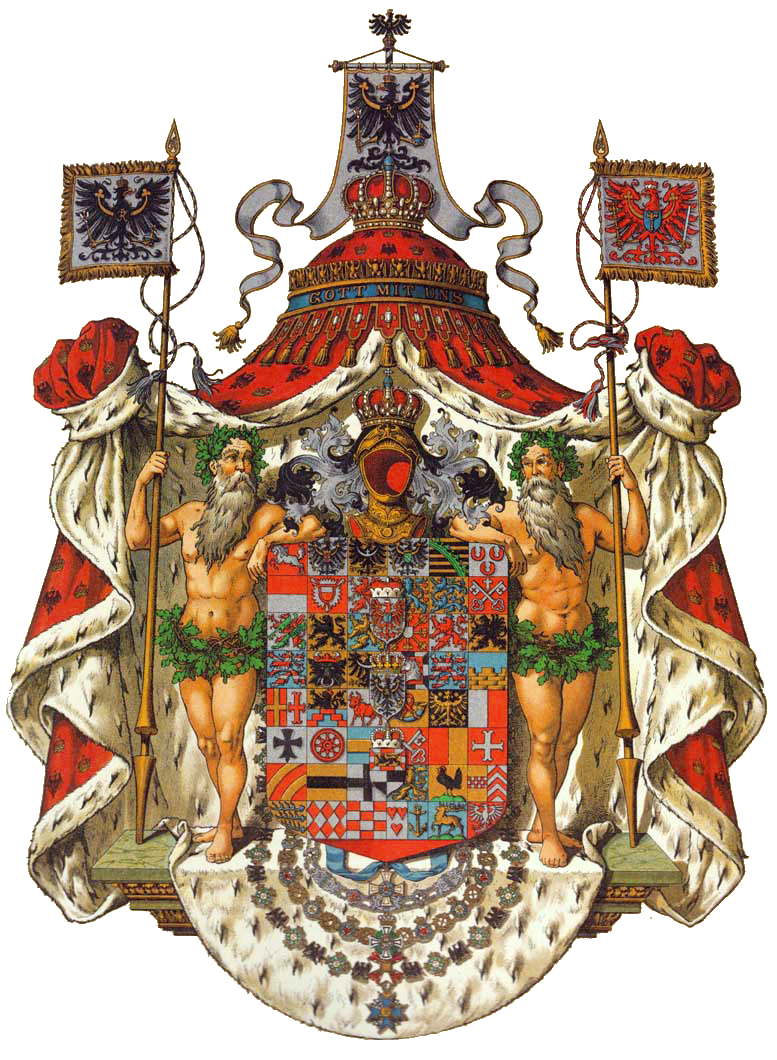
Velký znak království pruského.

- Vilém I. (1797–1888)
  -  Fridrich III. (1831–1888)
    -  Vilém II. (1859–1941)
      - korunní princ Vilém (1882–1951)
        -  Ludvík Ferdinand (1907–1994)
          - Ludvík Ferdinand (1944–1977)
            -  Jiří Fridrich Pruský (*1976), pretendent trůnu
              - (1) Karel Fridrich (*2013)
              - (2) Ludvík Ferdinand (*2013)
              - (3) Jindřich (*2016)

          - (4) Kristián Zikmund (*1946)
            - (5) Kristián Ludvík (*1986)

      - Oskar (1888–1958)
        - Vilém Karel (1922–2007)
          - (6) Vilém Karel (*1955).
          - (7) Oskar (*1959)
            - (8) Oskar (*1993)
            - (9) Albert (*1998)

      - Jáchym (1890–1920)
        - Karel František (1916–1975)
          - (10) František Vilém (*1943)
            - (11) Jiří Michailovič (*1981)

### Reuss

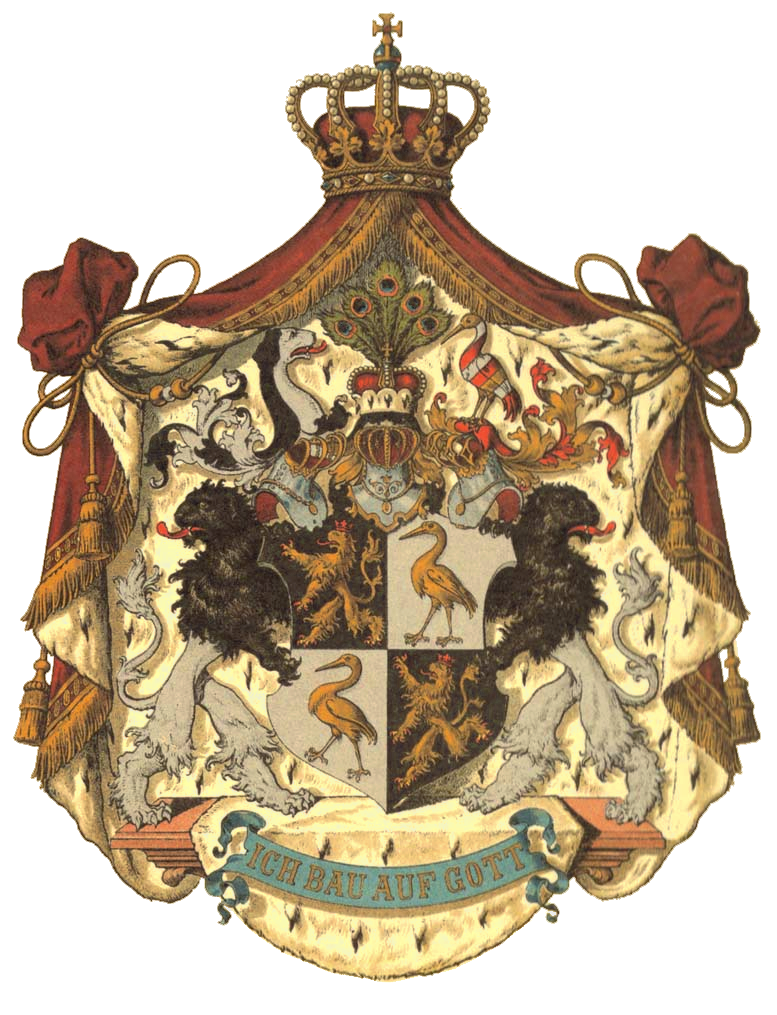
Znak knížectví Reuss-Gera.

- hrabě Jindřich I. z Reussu (1639–1692)
  - hrabě Jindřich IX. z Reussu (1669–1744)
    - hrabě Jindřich XII. z Reussu (1716–1784)
      -  kníže Jindřich XLII. z Reussu (1752–1818)
        -  kníže Jindřich LXVII. z Reussu (1789–1867)
          -  kníže Jindřich XIV. z Reussu (1832–1913)
            -  kníže Jindřich XXVII. z Reussu (1858–1928)
              - kníže Jindřich XLV. z Reussu (1895–1945)

  - hrabě Jindřich XXIV. z Reussu-Köstritzu (1681–1748)
    - hrabě Jindřich IX. z Reussu-Köstritzu (1711–1780)
      - kníže Jindřich XLIV. z Reussu-Köstritzu (1753–1832)
        - kníže Jindřich LXIII. z Reussu-Köstritzu (1786–1841)
          - kníže Jindřich IV. z Reussu-Köstritzu (1821–1894)
            - kníže Jindřich XXIV. z Reussu-Köstritzu (1855–1910)
              - kníže Jindřich XXXIX. z Reussu-Köstritzu (1891–1946)
                - kníže Jindřich IV. z Reussu (1919–2012)
                  - kníže Jindřich XIV. z Reussu (*1955), hlava rodu a pretendent trůnu
                    - (1) dědičný princ Jindřich XXIX. z Reussu (*1997)
                    - (2) princ Jindřich V. z Reussu (*2012)

                - princ Jindřich VII. z Reussu-Köstritzu (1927–2002)
                  - (3) princ Jindřich XIX. z Reussu-Köstritzu (*1974)
                  - (4) princ Jindřich XXII. z Reussu-Köstritzu (*1976)

### Saské království

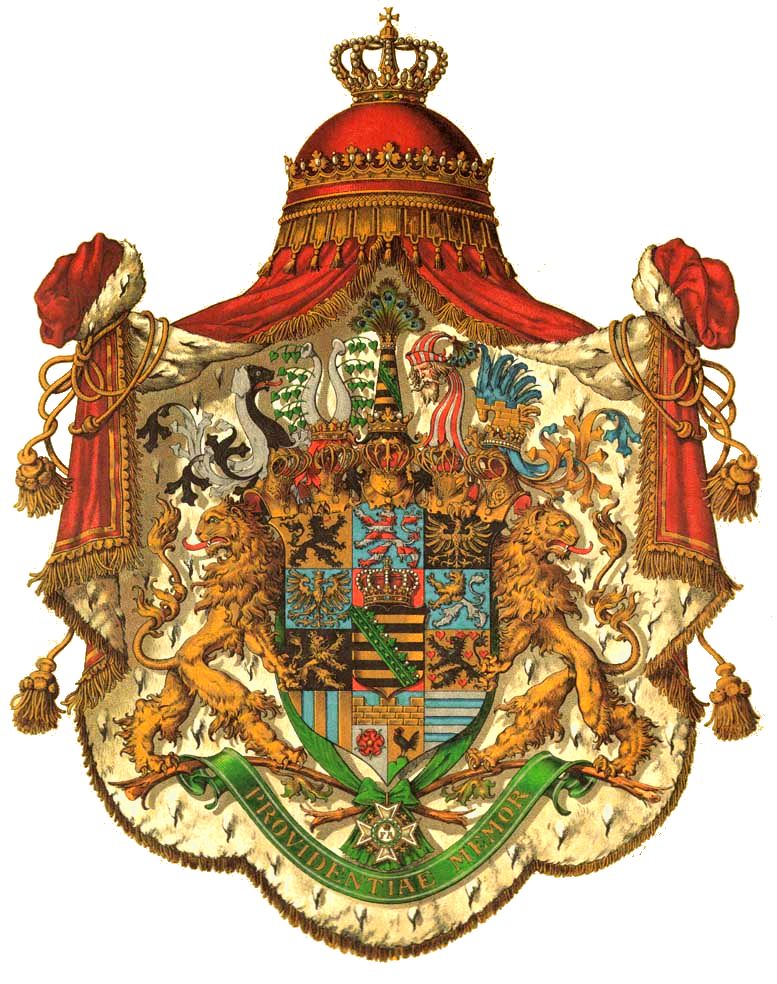
Velký znak království saského.

- Fridrich Kristián Saský (1722–1763)
  -  Fridrich August I. (1750–1827)
  -  Antonín I. (1755–1836)
  - Maxmilián Saský (1759–1838)
    -  Fridrich August II. (1797–1854)
    -  Jan I. (1801–1873)
      -  Albert I. (1828–1902)
      -  Jiří I. (1832–1904)
        -  Fridrich August III. (1865–1932)
          - Fridrich Kristián (1893–1968), pretendent trůnu
            - Maria Emanuel (1926–2012), pretendent trůnu
            - Albert (1934–2012), pretendent trůnu
            - Anna (1929–2012)
              - Alexander von Sachsen-Gessaphe (*1953), pretendent trůnu 
                - Georg Philipp von Sachsen-Gessaphe (*1988)
                - Mauricio Gabriel Robert von Sachsen-Gessaphe (*1989)
                -  Paul Clemens von Sachsen-Gessaphe (*1993) 

          - Ernst Jindřich (1896–1971)
            - Timo (1923–1982)
              -  Rüdiger (1953-2022), pretendent trůnu
                - Daniel (*1975), pretendent trůnu
                  -  Gero (*2015)

                - Arne (*1975)
                -  Nils (*1978)
                  -  Moritz (*2009)

          - Markéta Karola (1900–1962)
            - Fridrich Vilém (1924–2010)
              - Karel Fridrich (*1952), možný nárokovatel trůnu
                - Alexander von Hohenzollern (*1987)

              - Albrecht von Hohenzollern (*1954)
              - Ferdinand von Hohenzollern (*1960)
                - Alois von Hohenzollern (*1999)
                - Fidelis von Hohenzollern (*2001)

### Saská vévodství

#### Sasko-Výmar-Eisenach

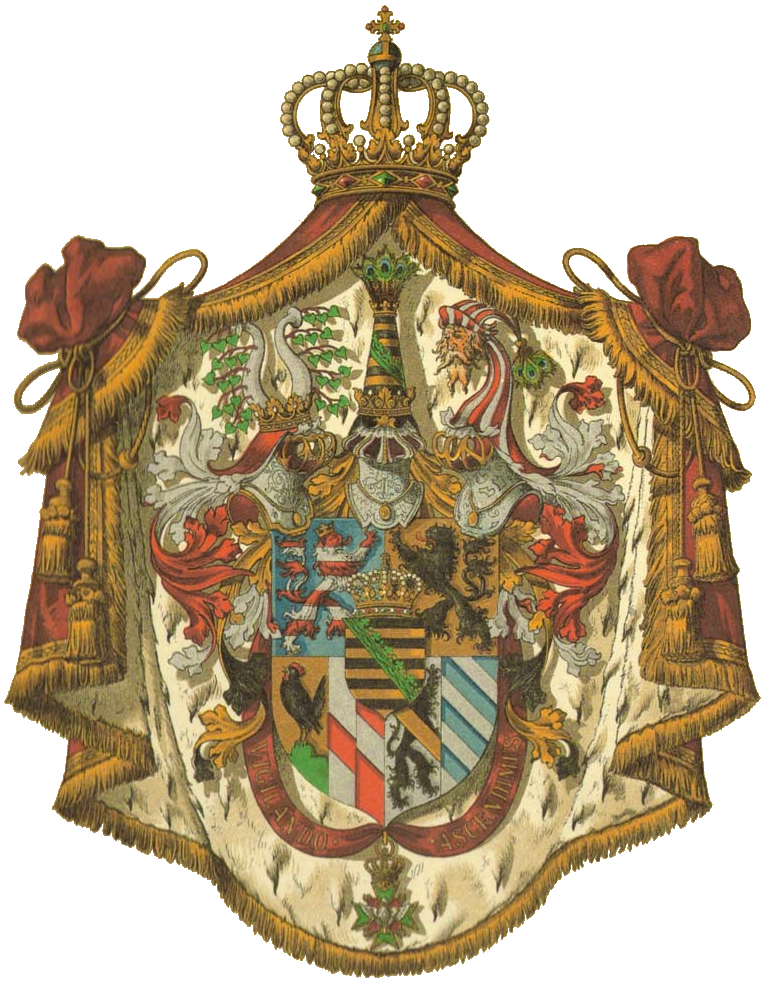
Velký znak vévodství Sasko-Výmar-Eisenašského.

Ústava z roku 1816 (revidovaná v roce 1850) neobsahovala žádnou klauzuli týkající se dědického práva.
Princ Michael má dva bratrance, kteří po něm nastoupí v čele rodu Sasko-Výmar-Eisenach, pokud nebude mít mužské potomky: prince Alexandra Georga (* 1945) a jeho bratra prince Wilhelma Ernsta (* 1946). Oba nemají žádné přeživší mužské potomky, protože první se nikdy neoženil a jediný syn druhého Georg Konstantin (* 1977) zemřel poté, co v červnu 2018 spadl z koně v domě svého přítele v paláci Apethorpe; není známo, že by měl dítě z manželství s Olivií Rachelle Page. Dům Sasko-Výmar-Eisenach tedy může v mužské linii vyhynout. V červnu 2018 jmenoval princ Michael svou dceru Leonie jako svou dědičku.
- Grand Duke Wilhelm Ernst (1876-1923)
  - Hereditary Grand Duke Carl August (1912–1988), Head of the Grand Ducal House (1923-1988)
    -  Prince Michael (born 1946), Head of the Grand Ducal House (since 1988)[14][15]

  -  Prince Bernhard (1917-1986)[14][15]
    -  (1) Princ Wilhelm Ernst  (b. 1946)[14][15]

#### Sasko-Meiningen

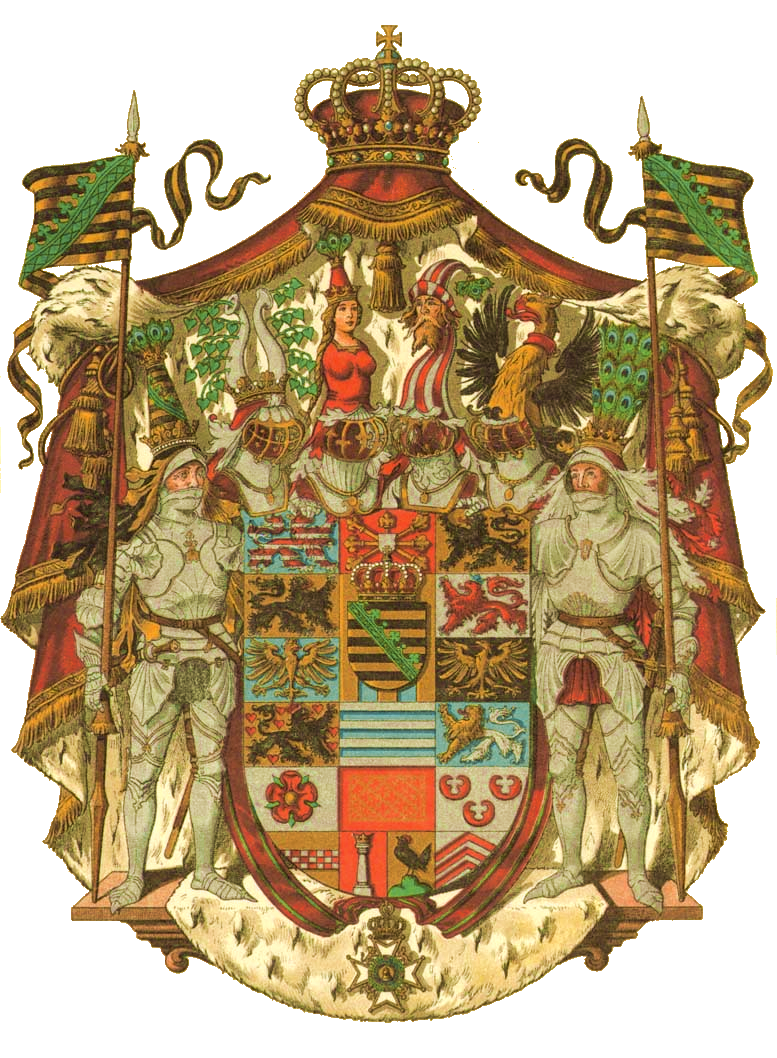
Velký znak vévodství Sasko-Meiningenského.

Princ Konrad je svobodný. Jeho nejbližší mužský příbuzný (a jediný další žijící mužský potomek rodu Sasko-Meiningen) je jeho synovec, princ Constantin (* 1980), syn jeho staršího nevlastního bratra prince Friedricha Ernsta z druhého manželství s princeznou Beatrice ze Sasko-Koburk-Gotha, nevlastní sestrou Andrease, prince ze Sasko-Koburk-Gotha. Pokud by princ Konrad nezanechal mužského dědice, jeho synovec pravděpodobně převezme vedení rodu Sasko-Meiningen.
- Duke Georg II (1826-1914)
  - Prince Ernst (1859–1941), Head of the Ducal House (1928-1941)
    -  Has living male non dynastic descendants the Barons von Saalfeld

  -  Prince Friedrich (1861-1914)
    -  Prince Bernhard (1901-1984), Head of the Ducal House (1946-1984)
      - Has living male non dynastic descendants from his first marriage[14]
      -  Prince Konrad (born 1952), Head of the Ducal House (since 1984)[14]

#### Sasko-Koburk-Gotha

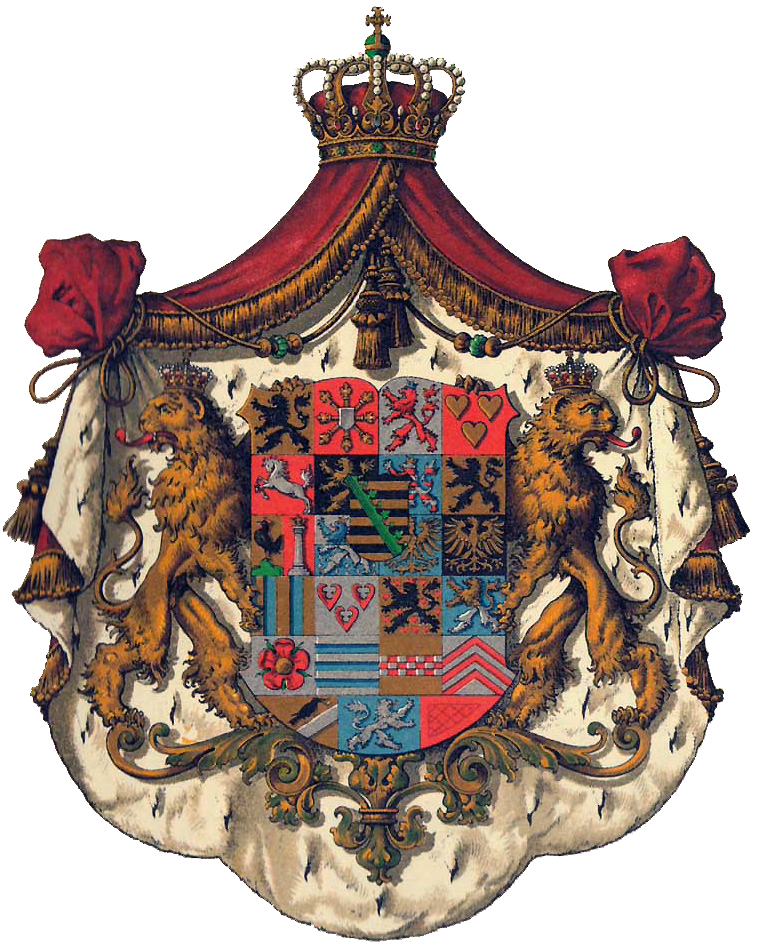
Velký znak vévodství Sasko-Kobursko-Gothajského.

Vévodství koburské a gothajské byly pod vládou společného panovníka spojeny v roce 1826, po územním vyrovnání ernestinských Wettinů po vymření větve rodu vládnoucí ve vévodství sasko-gotha-altenburg. Společným vévodou pro obě nově spojená vévodství byl dosavadní sasko-kobursko-saalfeldský vévoda Arnošt I. Obě vévodství zůstala nadále oddělena. V koburském vévodství byla zavedena ústava již v roce 1821. Na rozdíl od Gothy, kde byla ústava přijata až v roce 1849. Sjednocena byla za vlády jeho syna v roce 1852 společnou ústavou do jednotného státu (§1). Tato ústava stanovila následnický řád pro vévodství a stanovila další požadavky na osobu vévody:
- Vévoda musí sídlit na území vévodství (§ 4, 5),
- následnictví trůnu se řídí primogeniturou. Následníky trůnu jsou pouze muži v mužské linii vládnoucího rodu (§ 6),
- všichni následníci trůnu musí vzejít z rovnorodého manželství (dle pravidel dynastie) a schválených vládnoucím vévodou (hlavou rodu) (§ 6),
- z následnictví trůnu vévodství je vyloučen vládnoucí britský král a bezprostřední tj. první následník (§ 9).

Poslední bod reflektuje situaci, která nastala po smrti vévody Arnošta I. (†1844). Vládnoucím vévodou se stal jeho nejstarší syn Arnošt II. Jelikož ale Arnošt II. neměl z manželstí s Alexandrinou Bádenskou žádné potomky, následníkem trůnu byl jeho mladší bratr Albert. Albert se roku 1840 oženil s britskou královnou Viktorií, což znamenalo že vévodství v budoucnu připadne britskému králi, což by odporovalo § 4 a 5 platné ústavy. Proto byl v ústavě z následnicví trůnu vyloučen britský král i jeho následník. V roce 1857 kdy se Albert stal (jako manžel královny) formálně britským princem měl Albert měl z manželství s Viktorií čtyři syny: 
- následníka trůnu Alberta Eduarda, knížete z Walesu (*1841), budoucí král Eduard VII.
- Alfréda, vévodu z Edinburghu (*1844)
- Artura, vévodu z Connaughtu a Strathearnu (*1850)
- Leopolda, vévodu z Albany (*1853).

Proto bylo po smrti prince Alberta (†1861) rozhodnuto v zájmu předejití ústavním a mezinárodním problémům k dohodě o upravení posloupnosti následnictví a zakomponování tohoto řešení do ústavy a to v takové podobě, aby bylo předejito i podobným problémům v budoucnu: Britský následník trůnu Albert Eduard, knížete z Walesu se roku 1863 vzdal svého nároku na trůn vévodství pro sebe a své potomky (v té době byl stejně jako jeho bratři bezdětný), ve prospěch mladších bratrů. Následnictví trůnu se mělo Eduardově linii vrátit pouze v případě, že by bylo mužských následníků jeho mladších bratrů. Následníkem trůnu a následníkem Arnošta II. se stal Eduardův mladší bratr Alfréda, vévodu z Edinburghu, který po smrti strýce v roce 1893 nastoupil na vévodský trůn. Alfrédovým jediným synem byl Alfréd, který ale o šest let později spáchal sebevraždu. Jelikož ale nezanechal žádného mužského dědice, bylo pravděpodobné že trůn vévodství připadně dalšímu z výše uvedených bratrů Arturovi, vévodovi z Connaughtu a Strathearnu. Vévodství bylo tou dobou již dvacet let součástí Německého císařství, jehož hlavou byl Vilém II. Pruský se kterým neměl vévoda z Connaughtu dobré vztahy a neměl zájem se stát německým vévodou a raději chtěl pokračovat v kariéře britského důjstojníka. Proto se také ve prospěch svého synovce Karla Eduarda vévody z Albany, zřekl pro svou osobu nároku na trůn kompletně a pro svého jediného syna Artura z Connaughtu za podmínky že by nedojde k vymření mužské linie Karla Eduarda. V červenci 1899 bylo proto pořadí následnictví trůnu ústavně ošetřeno následovně (§ 7, 9, 19):
- Platí princip mužské primogenitury, kromě níže specificky upravého pořadí jednotlivých linií (§ 10),
- následníkem aktuálního vévody je Karel Eduard, vévoda z Albany (*1884), syn Leopolda, vévody z Albany 1853-1884,
- po vymření mužské linie Karla Eduarda, měl trůn připadnout Arturovi z Connaughtu a jeho mužské linii,
- pokud by došlo k vymření po měči i této linie, měl se trůn vrátit mužským potomkům britského krále Eduarda VII., ale:
  - britský král a jeho bezprostřední následník jsou vyloučeni z následnictví trůnu,
  - britský král nebo bezprostřední následník téhož mohou nastoupit na vévodský trůn pouze pokud v této linii není dalšího dědice a jen pokud není-li v této linii dědic starší 21 let, schopný se ujmout vlády ve vévodství,
  - britský král nebo následník téhož musí ve vévodství vládnout přes svého zástupce zde,
  - jiné možnosti personální unie s cizími (tj. mimoněmeckými) trůny nejsou přípustné (§ 19),
  - další v pořadí následují potomci mladších bratrů vévody Arnošta I, jsou-li způsobilí nástupu na trůn vévodství.

Pořadí jednotlivých linií v roce 1900:
- Jv vévoda František (1750–1806)
  -  Jv vévoda Arnošt I. (1784–1844)
    -  Jv vévoda Arnošt II. (1818–1893)
    -  Jkv princ Albert (1819–1861)
      -  Jkv vévoda Alfréd I. Sasko-Kobursko-Gothajský, vévoda z Edinburghu (*1844)
      - Jkv princ Leopold, vévoda z Albany (1853–1884)
        -  (1) Jkv Karel Eduard I, vévoda z Albany (*1884)

      - Artura, vévodu z Connaughtu a Strathearnu (*1850)
        - (2) Jv Artur z Connaughtu (*1883), mužská linie vymřela roku 1943

      -  (3) JV britský král Eduard VII. (*1841)
        -  Jkv Jiří, kníže z Walesu (*1865), následník britského trůnu 
          -  Synové knížete z Walesu (* 1894, 1895)

  - (4) Jv princ Ferdinand (1785–1851)
    - Ferdinand Filip Sasko-Kobursko-Gothajský (*1844)
      -  Leopold Sasko-Kobursko-Gothajský (*1878)

    - Ludvík August Sasko-Kobursko-Gothajský (*1845)
      - Petr Sasko-Kobursko-Gothajský (*1866)
      - August Sasko-Kobursko-Gothajský (*1867)
      - Josef Sasko-Kobursko-Gothajský (*1869)
      - Ludvík Sasko-Kobursko-Gothajský (*1870)

    - Jv princ August (1818–1881)
      - JV car Ferdinand I. Bulharský (*1861), jako cizí panovník vyloučen z následnicví
        - Jkv princ Boris Bulharský (*1894)
        - Jkv princ Kyril Bulharský (*1895)

  -  JV král Leopold I. Belgický (1790–1865)
    - JV král Leopold II. Belgický (*1835), jako cizí panovník vyloučen z následnicví
    -  (5) Jkv princ Filip, hrabě flanderský (*1837)
      -  Jkv princ Albert Belgický (*1875)

- Jv vévoda František (1750–1806)
  -  Jv vévoda Arnošt I. (1784–1844)
    -  Jv vévoda Arnošt II. (1818–1893)
    -  Jkv princ Albert (1819–1861)
      -  Jkv vévoda Alfréd I. (1844–1900)
      - Jkv princ Leopold, vévoda z Albany (1853–1884)
        -  Jkv vévoda Karel Eduard I. (1884–1954)
          -  Jkv princ Fridrich Jošiáš (1918–1998)
            - Jkv princ Andreas (*1943), hlava rodu
              - (1) Jkv princ Hubertus (*1975)
                - (2) Jkv princ Filip (*2015)

              -  (3) Jkv princ Alexandr (*1977)

            -  Jkv princ Adrian (1955–2011) 
              - Simon Coburg (*1985)
              -  Daniel Coburg (*1988) 

      - JV král Eduard VII. (1841–1910)
        - JV král Jiří V. (1865–1936)
          - JkvHenry, vévoda z Gloucesteru (1900–1972)
            - Jkv princ Richard, vévoda z Gloucesteru (*1944)

          - Jkv Jiří, vévoda z Kentu (1902–1942)
            - Jkv princ Eduard, vévoda z Kentu (*1935)
            - Jkv princ Michael z Kentu (*1942)
              - Lord Frederick Windsor (* 1979)

  - Jv princ Ferdinand (1785–1851)
    - Jv princ August (1818–1881)
      - JV car Ferdinand I. Bulharský (1861–1948)
        - JV car Boris III. Bulharský (1894–1943)
          - (4) JV car Simeon II. Bulharský (*1937)
            - Kardam, kníže tarnovský (1962–2015)
              - (?5)  Jkv Boris (*1997)
              - (?6) Jkv Beltran (*1999)

            - (?7) Jkv Kyrill (*1964)
              - (?8) Jkv Tassilo (*2002)

            - (?9) Jkv Kubrat (*1965)
              - (?10) Jkv Mirko (*1995)
              - (?11) Jkv Lukáš (*1997)
              - (?12) Jkv Tirso (*2002) 

            - (?13) Jkv Konstantin-Assen (*1967)
              - (?14) Jkv Umberto (*1999)

  -  JV král Leopold I. Belgický (1790–1865)
    - Jkv princ Filip, hrabě flanderský (1837–1905)
      -  JV král Albert I. Belgický (1875–1934)
        -  JV král Leopold III. Belgický (1901–1983)
          - (x) JV král Albert II. Belgický (*1934)
            - (x) JV král Filip I. Belgický (*1960)
              - (x) Jkv princ Gabriel (*2003)
              - (x) Jkv princ Emmanuel (*2005)

            - (x) Jkv princ Laurent (*1963)
              - (x) Jkv princ Nicolas (*2005)
              - (x) Jkv princ Aymeric (*2005)'

### Schaumburg-Lippe

Velký znak knížectví Schaumburg-Lippe.

- Jiří Vilém (1784–1860), 1st Prince 1807-1860
  -  Adolf I. (1817-1893), 2nd Prince 1860–1893
    -  Jiří (1846–1911), 3rd Prince 1893-1911
      -  Adolf II. (1883-1936), 4th Prince 1911–1936, resigned throne 1918
      - Wolrad (1887-1962), 5th Prince 1936–1962
        - Philipp-Ernst (1928–2003), 6th Prince 1962-2003
          -  Alexander (born 1958), 7th Prince 2003–present
            -  (1) Hereditary Prince Heinrich-Donatus (born 1994), heir apparent

        -  Prince Konstantin Karl-Eduard of Schaumburg-Lippe (1930-2008)
          - (2) Prince York Karl-Albrecht Konstantin of Schaumburg-Lippe (born 1960)
          - (3) Prince Oliver Konstantin Mortimer of Schaumburg-Lippe (born 1988)

      -  Prince Friedrich Christian Wilhelm Alexander of Schaumburg-Lippe  (1906-1983)
        -  (4) Prince Albrecht-Wolfgang Friedrich Wolrad Ruppert  of Schaumburg-Lippe (born 1934)
          -  (5) Prince  Stephan Wilhelm Ernst of Schaumburg-Lippe (born 1965)
            - (6) Prince Raphael Elias of Schaumburg-Lippe (born 1989)
            -  (7) Prince Niklas Georg  of Schaumburg-Lippe (born 2001)

  -  Vilém ze Schaumburg-Lippe (1834-1906)
    -  Bedřich ze Schaumburg-Lippe (1868-1945)
      -  Christian ze Schaumburg-Lippe (1898–1974)
        - (8) Wilhelm ze Schaumburg-Lippe (b. 1939)
          - (9)  Christian ze Schaumburg-Lippe (b. 1971)
            - (10) Julian ze Schaumburg-Lippe (b. 2012)

        - (11) Harald ze Schaumburg-Lippe (b. 1948)

### Schwarzburg

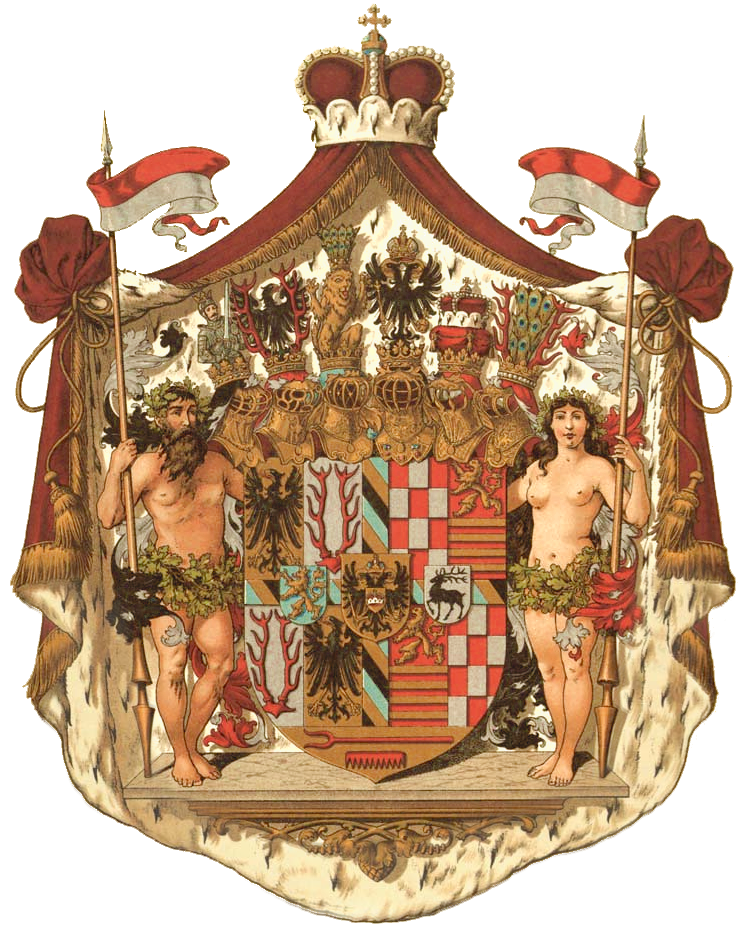
Velký znak knížectví Schwarzbursko-Rudolstadtského.

- kníže Fridrich Karel (1736–1793)
  -  kníže Ludvík Fridrich II. (1767–1807)
    -  kníže Fridrich Günther I. (1793–1867)
      - kníže Sizzo (1860–1926), pretendent trůnu
        - kněžna Marie Antoinetta (1898–1984), pretendentka trůnu
          - kníže Fridrich Magnus Schwarzburský, hrabě Solm-Wildenfels (*1927), současný pretendent trůnu
            - hrabě Friedrich Magnus Michael von Solms-Wildenfels (*1949–2006)
            - (1) hrabě Konstantin von Solms-Wildenfels (*1950)

          - hrabě Albrecht Sizzo von Solms-Wildenfels (1929–2010)
          -  hraběnka Anna von Solms-Wildenfels (1926-2015)
          - (?2) hraběnka Jutta von Solms-Wildenfels (*1928)
          - (?3) hraběnka Kristýna von Solms-Wildenfels, born on 27 May 1938 (age 77), married in 1971 with Dietrich Gross.

        - kníže Fridrich Günther (1901–1971), pretendent trůnu

    -  kníže Albrecht (1798–1869)
      -  kníže Jiří (1838–1890)

  - princ Karel Günther (1771–1825)
    - princ Adolf (1801–1875)
      -  kníže Günther Viktor (1852–1925)

### Šlesvicko-Holštýnsko
- Fridrich Vilém (1785–1831), vévoda Schleswig-Holstein-Sonderburg-Glücksburg
  - Fridrich (1814–1885), vévoda Schleswig-Holstein-Sonderburg-Glücksburg
    - Fridrich Ferdinand (1855–1934), vévoda Šlesvicko-Holštýnský, hlava rodu Oldenburků
      - Vilém Fridrich (1891–1965), vévoda Šlesvicko-Holštýnský, hlava rodu Oldenburků
        - Petr (1922–1980), vévoda Šlesvicko-Holštýnský, hlava rodu Oldenburků
          - Kryštof (1949-2023), vévoda Šlesvicko-Holštýnský, hlava rodu Oldenburků
            - Fridrich Ferdinand (*1985), vévoda Šlesvicko-Holštýnský, hlava rodu Oldenburků
              - (1) dědičný princ Alfred Šlesvicko-Holštýnský (*2019)
              -  (2) princ Albert Šlesvicko-Holštýnský

            - (3) princ Konstantin Šlesvicko-Holštýnský (*1986)
              - (4) princ Tassilo Šlesvicko-Holštýnský (*2023)

            -  (5) princ Leopold Šlesvicko-Holštýnský (*1991)

          -  (6) Alexander Šlesvicko-Holštýnský (*1953)
            -  (7) princ Julian Šlesvicko-Holštýnský (*1997)

  - Kristián IX. (1818–1906), dánský král

### Waldeck a Pyrmont

Velký znak knížectví Waldeck a Pyrmont.

- Jiří Viktor Waldecko-Pyrmontský (1831–1893)
  -   Fridrich Waldecko-Pyrmontský (1865–1946)
    - kníže Jošiáš Waldecko-Pyrmontský (1896–1967)
      - kníže Wittekind Waldecko-Pyrmontský (1936–2024)
        - kníže Karl-Anton Waldecko-Pyrmontský (*1991)
        - (1) Dědičný princ Josias Christian (*1993)
        - (2) Princ Johannes (*1993)

    - Princ Maximilian Wilhelm (1898–1981)
      - (3) Princ Georg-Viktor (*1936)
        - (4) Princ Christian-Ludwig (*1967)
          - (5) Princ Christian Wolrad (*1998)
          - (6) Princ Viktor (*2000)
          - (7) Princ Casimir (*2002)
          - (8) Princ Moritz (*2006)

        - (9) Princ Wolrad (*1974)
          - (10) Princ Nikolaus Christian-Ludwig (*2012)

    - Princ Georg Wilhelm (1902-1971)
      - (11) Princ Josias Friedrich (*1935)
        - (12) Princ Alexandr (*1972)
          - (13) Princ Josias Ludwig (*2012)

        - (14) Princ Clemens (*1975)

      - Princ Georg-Friedrich (1936–2020)[21]
        - (15) Princ Philipp-Heinrich (*1967)

      - (16) Princ Volkwin (*1940)
        - (17) Princ Friedrich (*1969)
          - (18) Princ Paul-Ferdinand (*2012)

        - (19) Princ Nikolaus Karl (*1970)
        - (20) Princ Ludwig Wilhelm (*1983)

      - (21) Princ Christian-Peter (*1945)
        - (22) Princ Georg-Wilhelm (*1972)
          - (23) Princ Friedrich-Karl Ulrich (*1999)
          - (24) Princ Max Georg (*2000)
          - (25) Princ Caspar (*2004)
          - (26) Princ Christian Hubertus (*2004)

### Württembersko

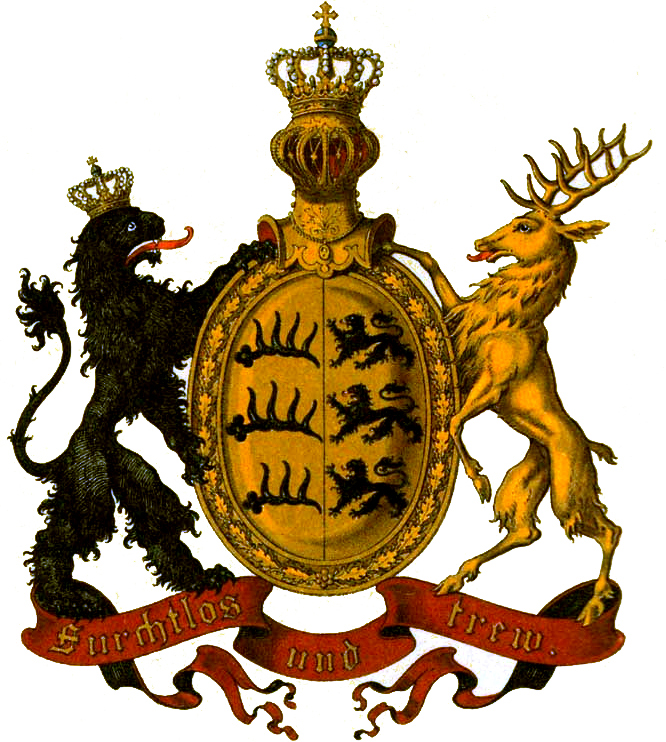
Střední znak království württemberského.

- vévoda Fridrich II. Evžen (1732–1797)
  -  král Fridrich I. (1754–1816)
    -  král Vilém I. (1781–1864)
      -  král Karel I. (1823–1891)

    -  princ Pavel (1785–1852)
      -  princ Fridrich (1808–1870)
        -  král Vilém II. (1848–1921)

  -  vévoda Alexandr (1771–1833)
    -  vévoda Alexandr (1804–1881)
      -  vévoda Filip (1838–1917)
        -  vévoda Albrecht  (1865–1939), pretendent trůnu a hlava rodu
          -  vévoda Filip Albrecht (1893–1975), pretendent trůnu a hlava rodu
            -  vévoda Karel (1936-2022), pretendent trůnu a hlava rodu
              - vévoda Fridrich (1961-2018)
                -  vévoda Vilém (*1994), současný pretendent trůnu a hlava rodu

              - vévoda Eberhard (*1963)
                -  vévoda Alexandr (*2010)

              - (1) vévoda Filip (*1964)
                - (2) vévoda Karel Teodor (*1999)

              -  (3) vévoda Michael (*1965)